# آویده زاخور
آویده زاخور (زادهٔ ۱۹۶۴ در ایران) یک دانشمند کامپیوتر ایرانی-آمریکایی است. او مدیر بخش مدل‌سازی سه بعدی در هسته اصلی گوگل ارث است.

## زندگی‌نامه
زاخور با بورسیه دولتی ایران در مدرسه‌ای در ولز تحصیل کرد. پس از وقوع انقلاب ۱۳۵۷، خانواده او به لس آنجلس مهاجرت کردند. زاخور در مؤسسه فناوری کالیفرنیا در رشته مهندسی برق تحصیل کرد. پس از دریافت مدرک لیسانس در سال ۱۹۸۳، به دلیل رتبه عالی در رشته خود، برای تحصیلات تکمیلی به مؤسسه فناوری ماساچوست (MIT) رفت و در سال ۱۹۸۵ مدرک کارشناسی ارشد و در سال ۱۹۸۷ در رشته‌های مهندسی برق و علوم کامپیوتر دکترا گرفت. او از سال ۱۹۸۸ در دانشگاه کالیفرنیا برکلی تدریس می‌کند. او ابتدا به عنوان استادیار از سال ۱۹۹۴ و سپس به عنوان دانشیار از سال ۱۹۹۸ به عنوان استاد تمام در این دانشگاه فعالیت دارد.
او از سال ۲۰۰۲ عضو مؤسسه مهندسان برق و الکترونیک بوده‌است.
زاخور متأهل و دارای یک فرزند پسر است.

## پیوندهای مرتبط
- Avideh Zakhor
- Avideh Zakhor: the brains behind Google Earth and Street View